# Journée du Légionnaire

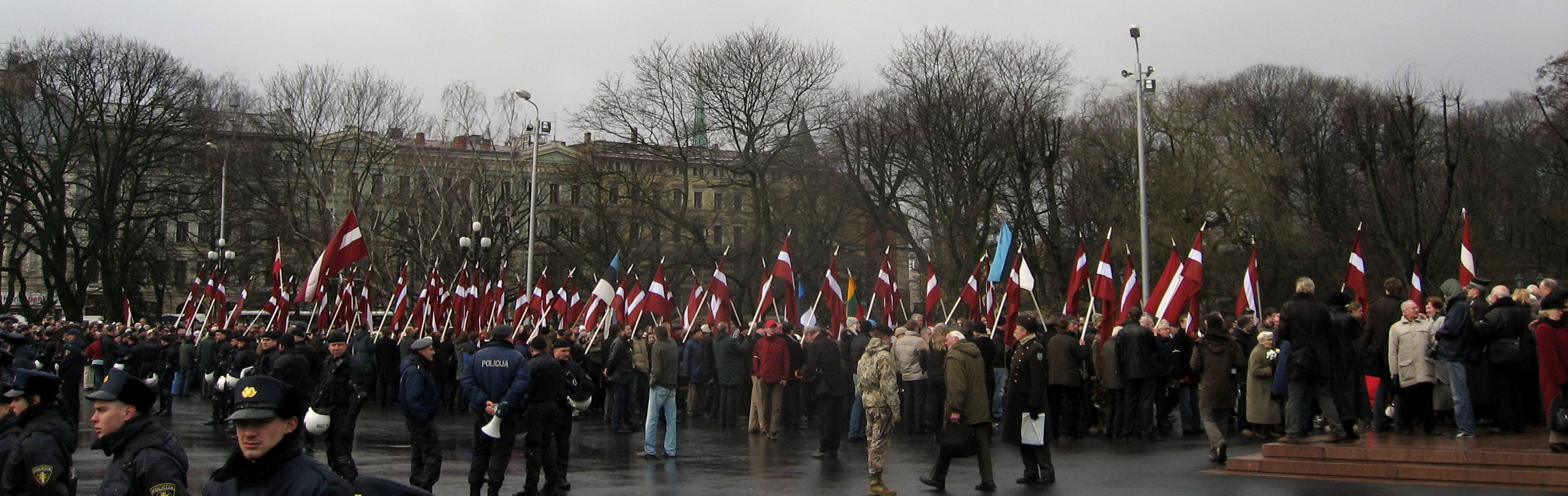
Journée du Légionnaire, 2008

La Journée du Légionnaire ou Journée de la Légion lettone est une journée du souvenir organisée le 16 mars où l'on célèbre les soldats de la Légion lettonne, une légion de la Waffen-SS. En 1998, la journée commémorative devient officielle en Lettonie ce qui crée une controverse étant donné que des parties de la société lettone perçoivent la Légion comme nazie tandis que d'autres voient la Légion comme une unité militaire qui a combattu l'Union des républiques socialistes soviétiques et qui n'est pas responsable des crimes de guerre nazis. En 2000, le gouvernement letton abolit la journée comme journée commémorative officielle.
La Commission européenne contre le racisme et l'intolérance a écrit que « le 16 mars de chaque année, un rassemblement a lieu au centre de Riga en hommage à des soldats ayant combattu dans une unité lettone de la Waffen SS. À ce sujet, l’ECRI regrette qu’au printemps 2010, un tribunal administratif de district ait annulé la décision du conseil municipal de Riga d’interdire ce rassemblement. Elle s’inquiète aussi du fait que le Président du Parlement ait, apparemment, exprimé en public le regret que cette manifestation ait été officiellement interdite et que certains députés
aient voté en faveur du rétablissement du 16 mars comme journée de commémoration. En outre, l'ancien ministre des Affaires étrangères n’a pas condamné ce rassemblement, déclarant au contraire que le fait que d'anciens combattants se réunissent à titre privé en hommage à leurs compagnons d’armes disparus n’avait rien de condamnable et que qualifier cette commémoration d’apologie du nazisme serait inacceptable. L’ECRI comprend qu’une partie de l’opinion publique lettone considère que la légion n’a pas combattu pour le nazisme mais pour rétablir la souveraineté de la Lettonie (à la suite de l’occupation soviétique), qu’elle n’a pas commis d’atrocités contre les Juifs et que, même si de nombreuses personnes ont intégré volontairement la légion, beaucoup d’autres ont été enrôlées de force. Toutefois, l’ECRI ne peut qu’exprimer sa préoccupation concernant toute tentative de justifier le fait d’avoir combattu dans une unité de la Waffen SS et d’avoir collaboré avec les nazis, car cela risque de renforcer le racisme, la xénophobie, l'antisémitisme et l'intolérance. »